# Oriel
Pour l’article ayant un titre homophone, voir Aurielle.

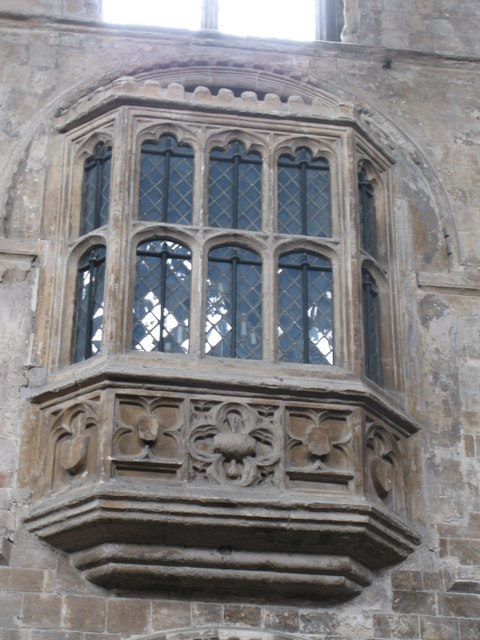
Exemple d'oriel sur l'église anglicane St Bartholomew-the-Great à Londres.

Un oriel (fenêtre en baie ou fenêtre arquée) est une fenêtre en encorbellement aménagée sur un ou plusieurs niveaux d'une façade et soutenue par une ou plusieurs consoles. Quand l'oriel est fermé par une porte intérieure, on parle de « balcon-serre ».

## Étymologie
Le nom masculin oriel est apparu dans la langue écrite en 1879, provenant de l'anglais Oriel window lui-même issu de l'ancien français oriol d'origine inconnue, signifiant porche.
Le mot viendrait de l'anglo-normand oriell, et du latin post-classique oriollum (« porche » ou « galerie »), qui pourrait provenir du classique aulaeum (« rideau »).

## Description

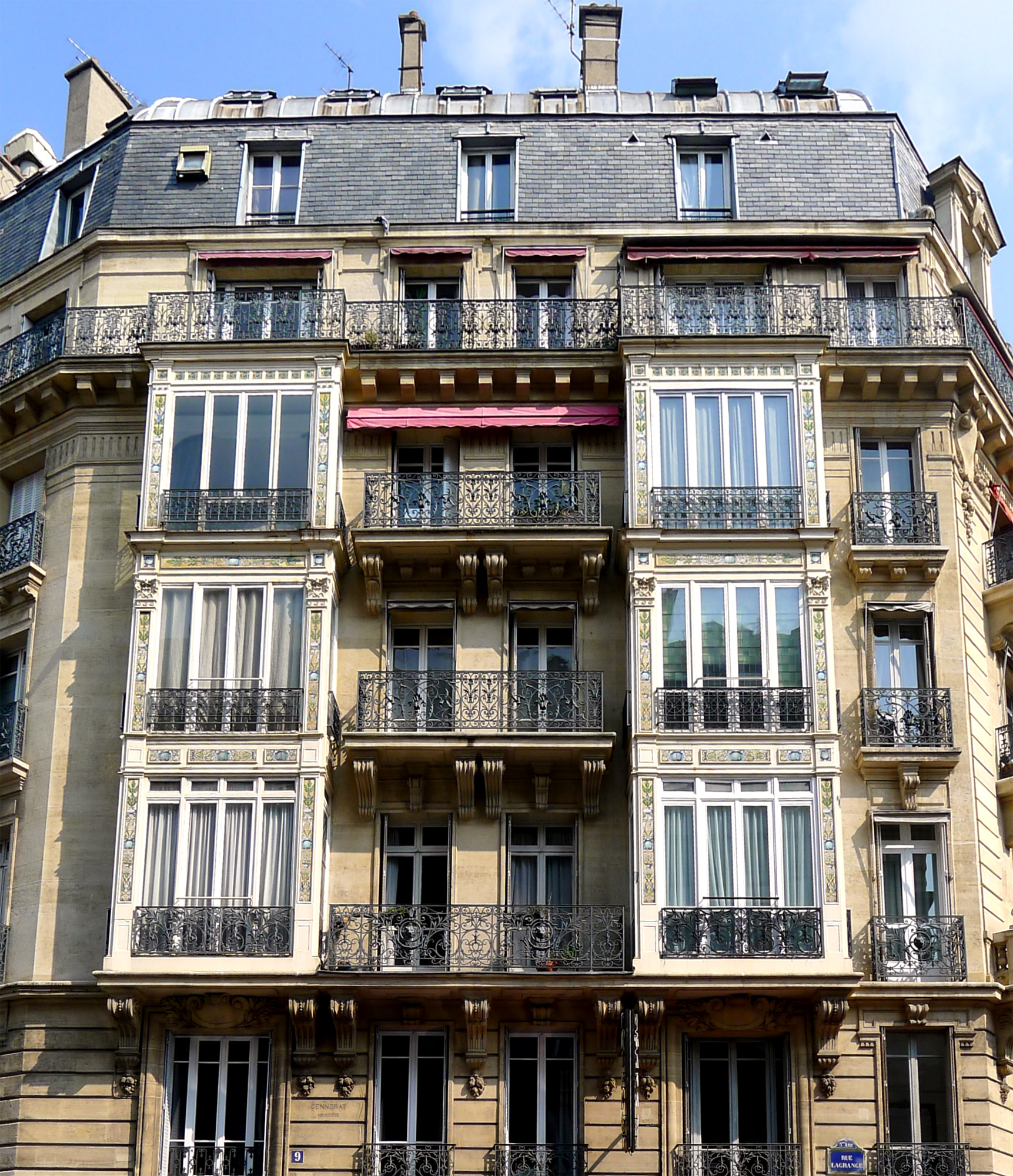
Un des premiers immeubles parisiens avec oriel à Paris 5e.

Un oriel peut épouser différents aspects et formes (de deux à six faces) et être surmonté d'un toit ou d'une petite terrasse avec garde-corps.
Héritier lointain des anciennes échauguettes françaises[précision nécessaire] [réf. nécessaire], l'oriel de nos jours peut également désigner une « fenêtre en baie » ou « fenêtre arquée », termes qui désignent aujourd'hui pour les professionnels[Qui ?] les châssis vitrés coulissants constitués d'ouvrants en portions de cylindres à vitres pouvant être planes ou cylindriques.
Ce dispositif architectural est devenu populaire avec le style néogothique puis, en Grande-Bretagne, avec l'architecture victorienne de la fin du XIXe siècle. Il est largement utilisé dans les pays germaniques sous le nom d'Erker, depuis la Renaissance. Il était également utilisé auparavant dans l'architecture islamique, en conjonction avec les moucharabiehs, que l'on retrouve également dans l'architecture indienne avec le jharokhâ et qui permet aux femmes de regarder dehors sans être vues.
L'avantage de ce type de construction, outre le traitement esthétique de la façade du bâtiment par son volume, est de procurer un peu plus de chaleur solaire à l’intérieur, ainsi qu’une vue surplombante sur la rue (sa fonction militaire initiale [réf. nécessaire]). En revanche, contrairement aux idées reçues, il ne permet pas de faire entrer plus de lumière dans la pièce qu'une fenêtre classique.

## Types
D'après Le Grand Dictionnaire terminologique, le terme « oriel » est synonyme de « fenêtre en baie », de « fenêtre arquée », mais aussi d'un oriel à part entière.
L'oriel, que l'on peut expliquer comme étant une « fenêtre en rideau », désigne une avancée pas nécessairement au niveau du sol ou alors avec un niveau de sol différent (plus haut) que celui de la pièce qu'il agrandit. Le plus souvent, l'oriel prolonge le niveau du sol de la pièce qu'il vient agrandir.
Il y a trois grands types d'oriels : la fenêtre en baie, la fenêtre arquée et la fenêtre rideau.

### Fenêtre en baie
La fenêtre en baie (en anglais : bay window), que l'on peut expliquer comme étant une « baie vitrée avancée », désignant une avancée dont le niveau du sol est identique au niveau du sol de la pièce qu'il agrandit et dont la surface est un carré ou un polygone. C'est le plus fréquent des trois types d'oriels[réf. souhaitée].

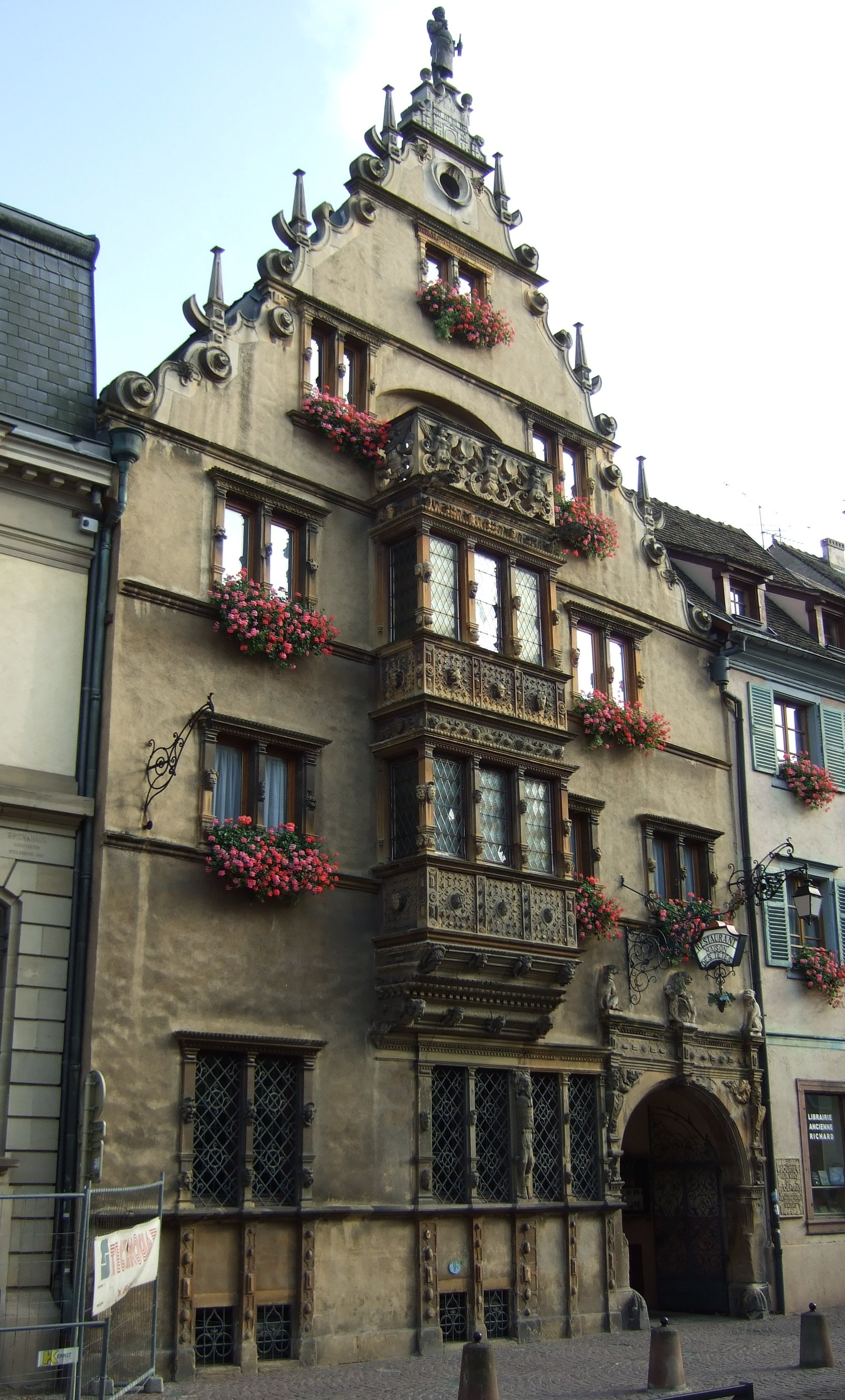
Exemple de « fenêtre en baie », la maison des Têtes, à Colmar.
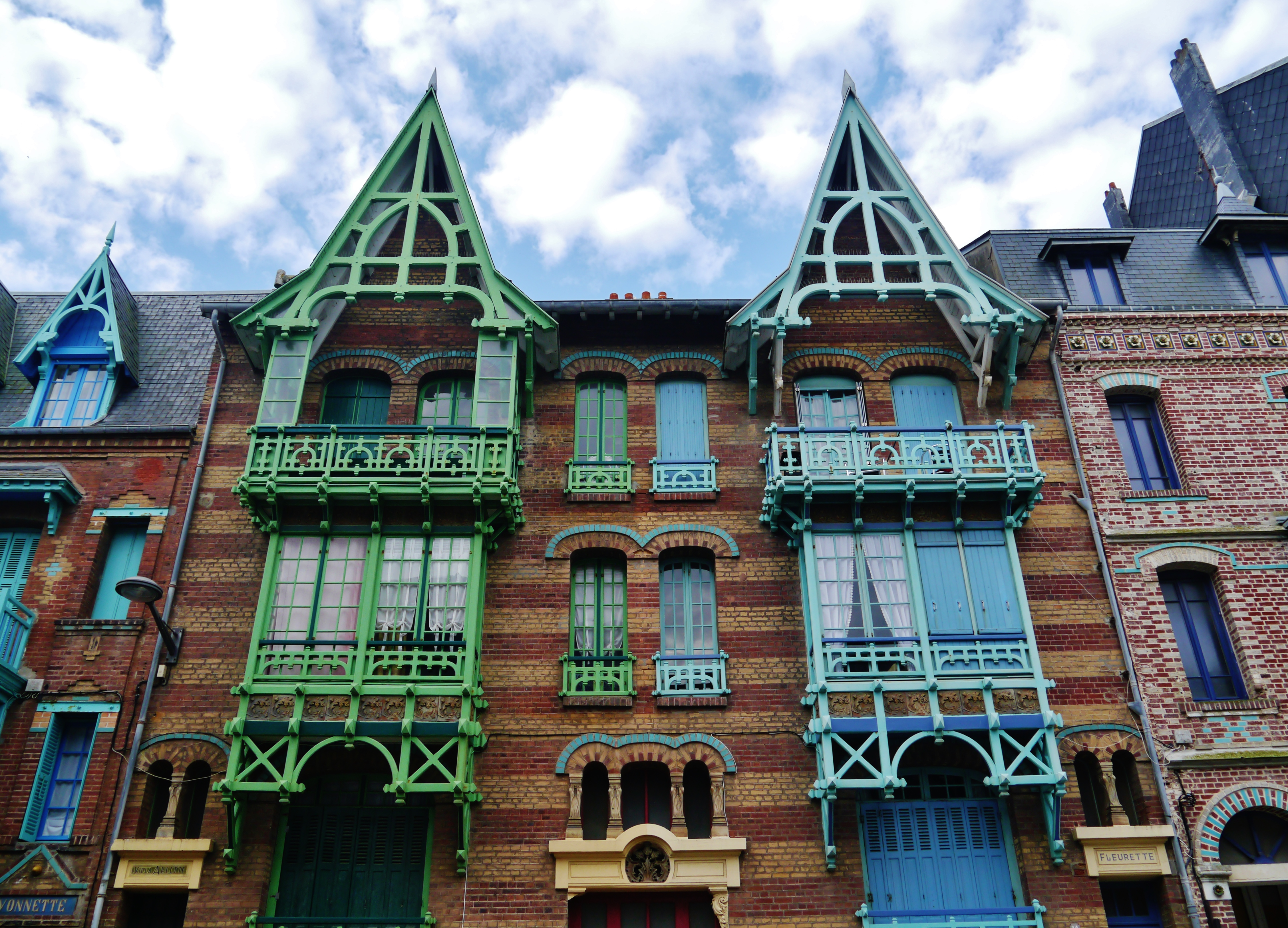
Oriels de maisons du quartier balnéaire de Mers-les-Bains (Somme)
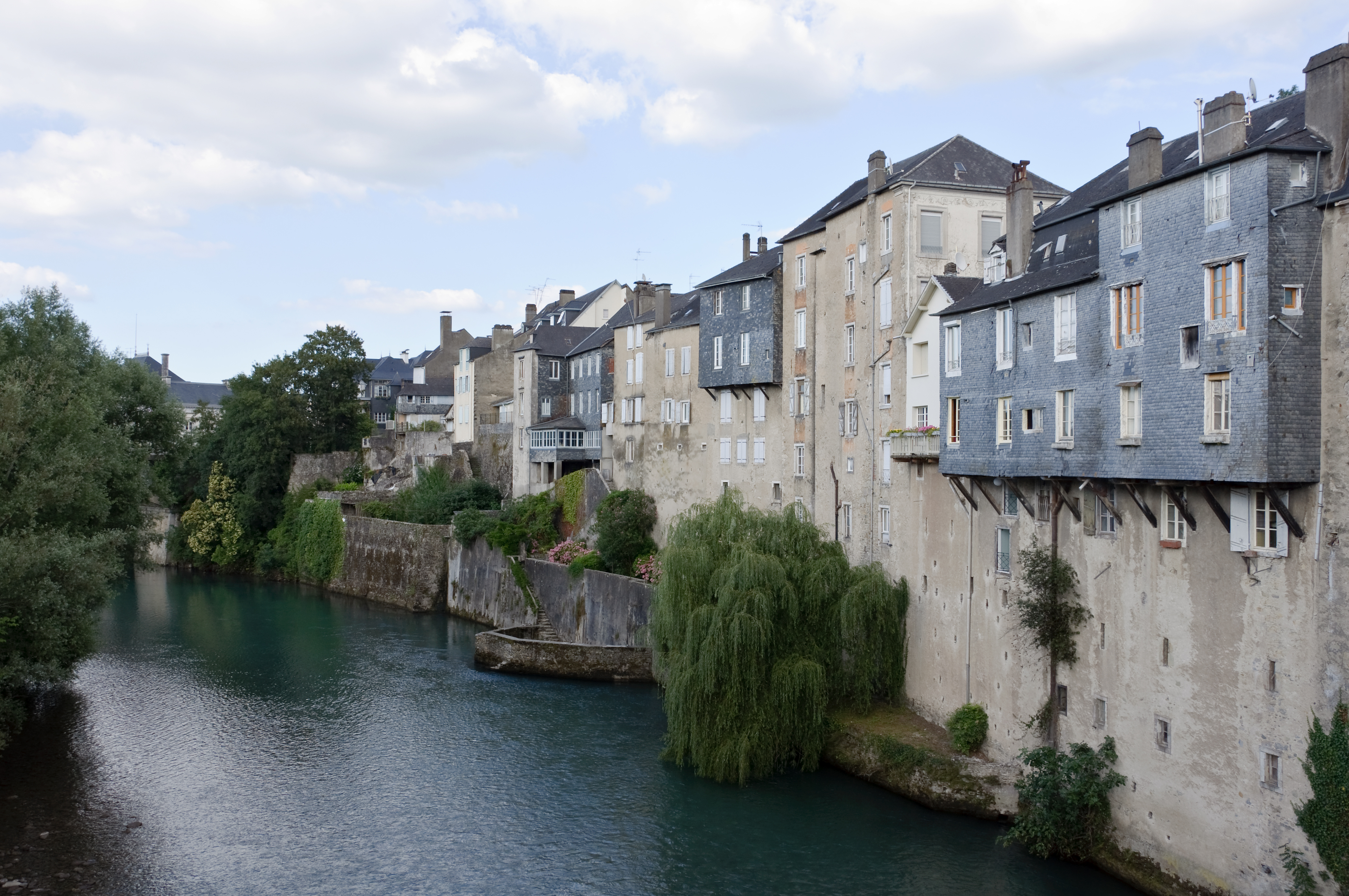
Oriels supportés par des chevrons à Oloron-Sainte-Marie (Pyrénées-Atlantiques).
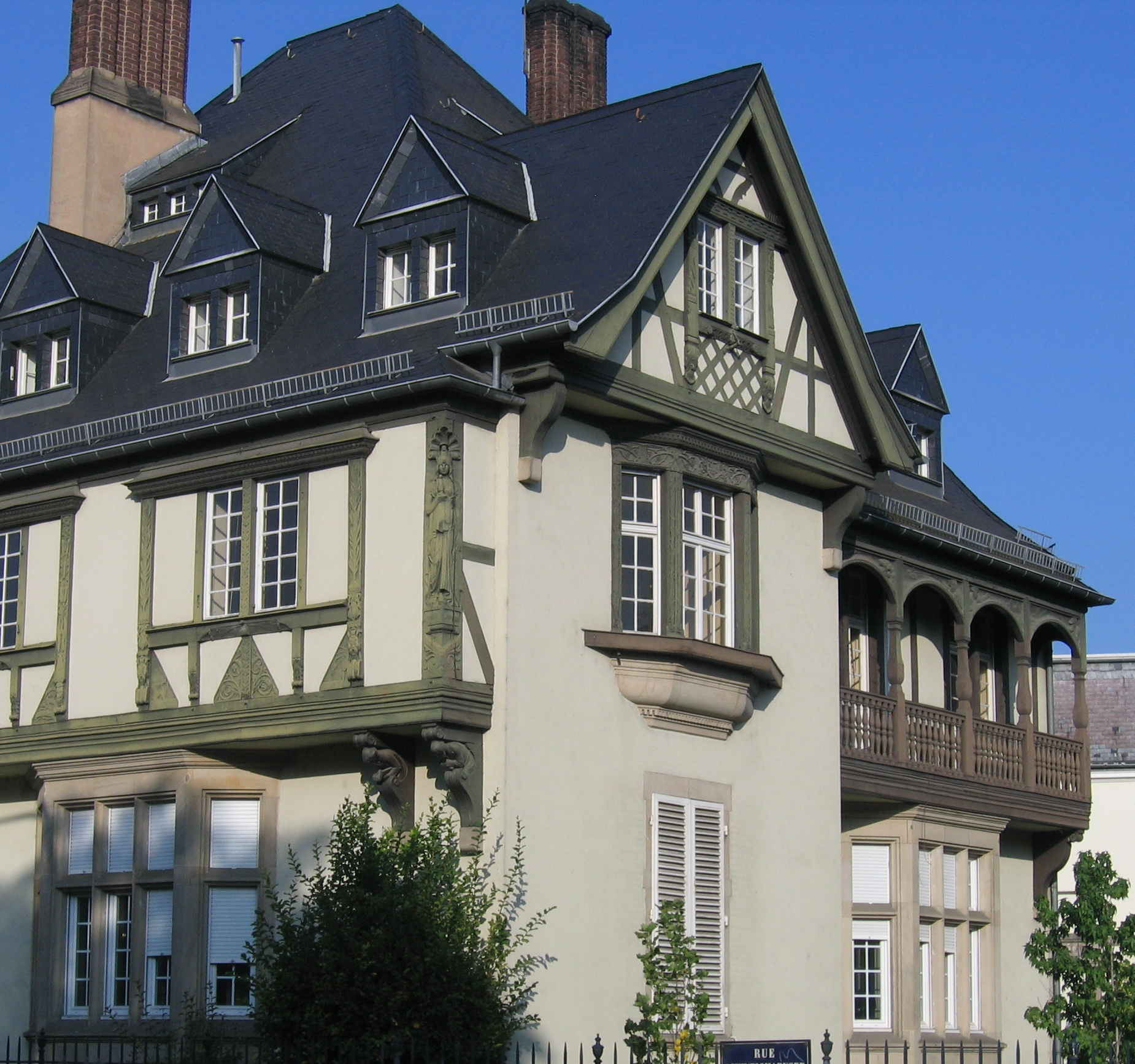
Oriel vrai (au premier étage sur le pignon) d'une maison de Strasbourg.
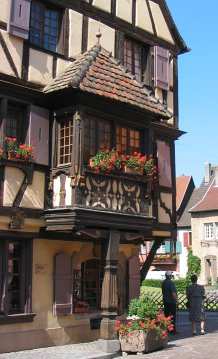
Oriel d'une maison de Turckheim, en Alsace.

### Fenêtre arquée
La fenêtre arquée, littéralement « fenêtre en arc » (en anglais : bow window), désignant une avancée dont le niveau du sol est au même niveau que celui de la pièce qu'il agrandit mais dont la surface est un arc de cercle. Assez rare en définitive, car l'arc de cercle est souvent remplacé par des côtés plats de polygones[réf. souhaitée].

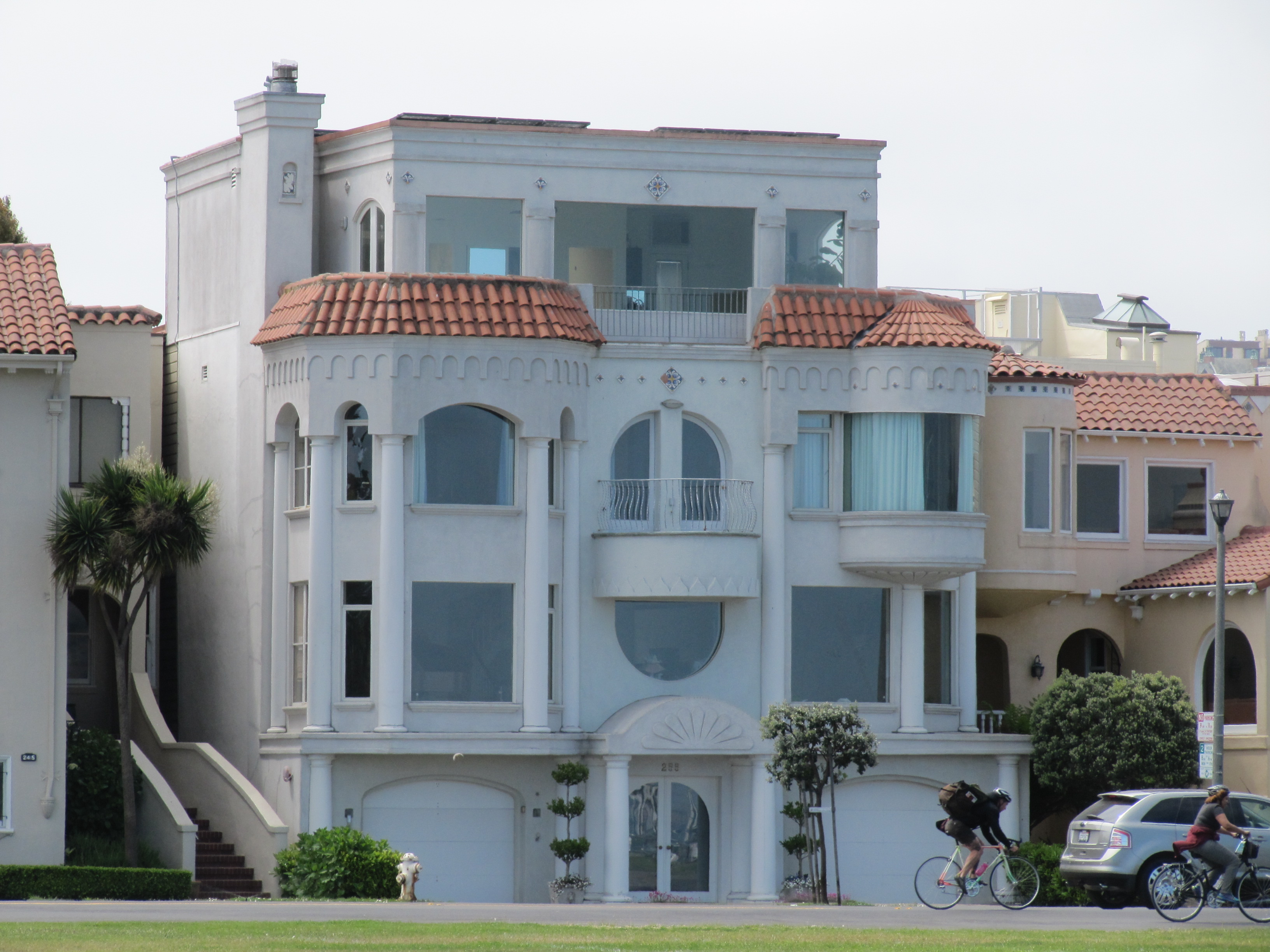
Fenêtre arquée sur la côte nord de San Francisco en 2013.
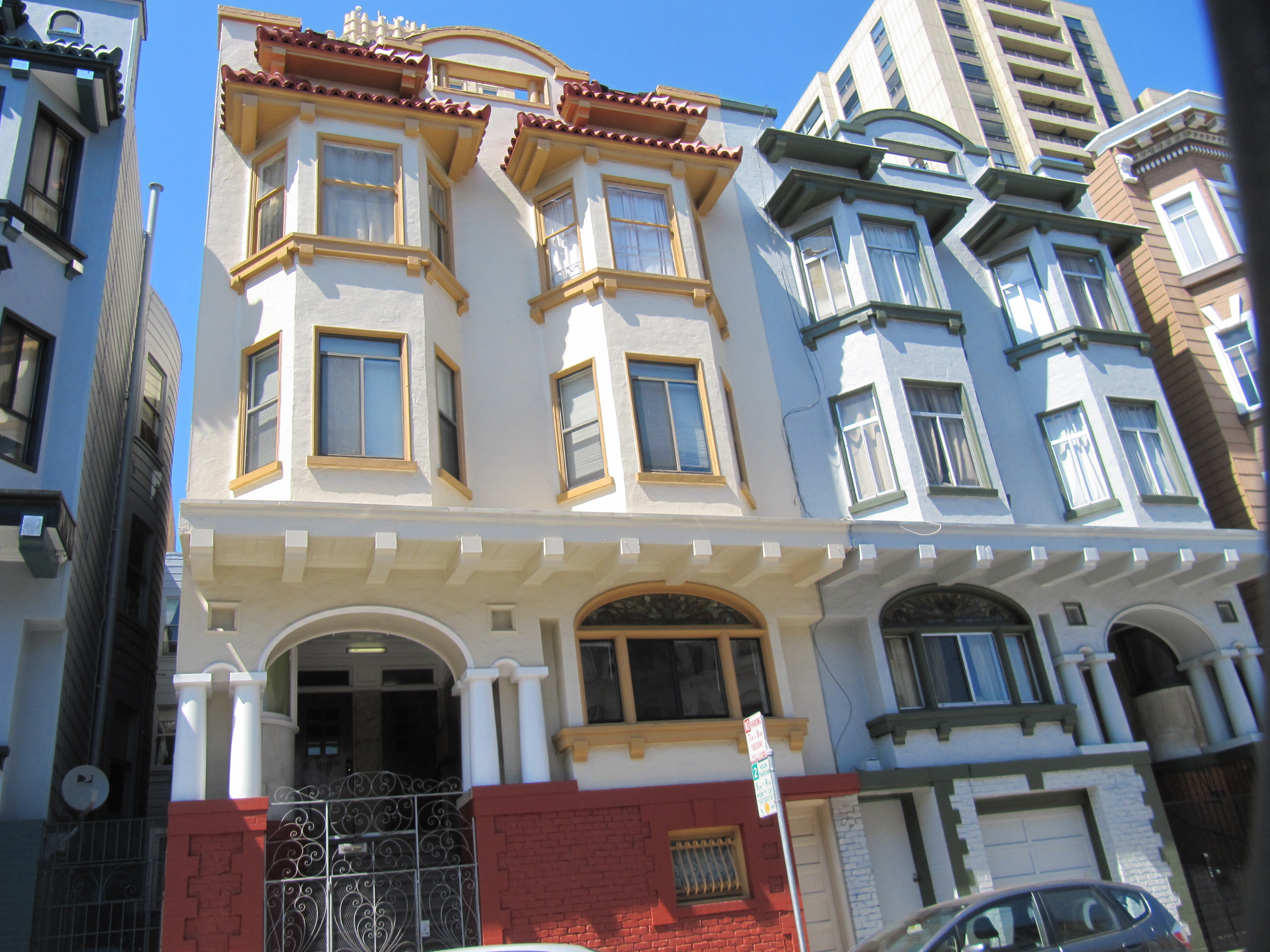
Maisons victoriennes avec fenêtres arquées à San Francisco en 2013.
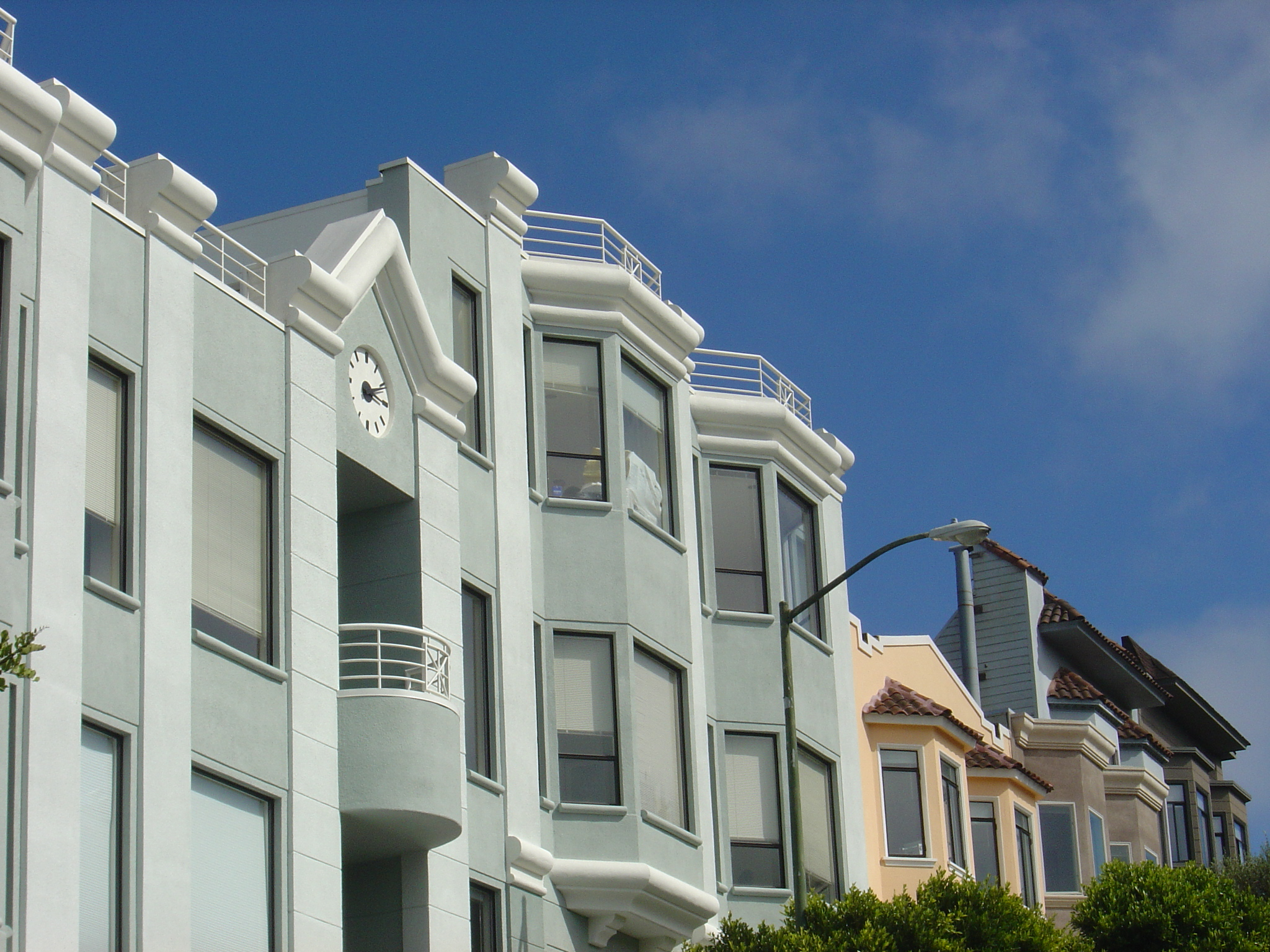
Oriels à San Francisco, en Californie.
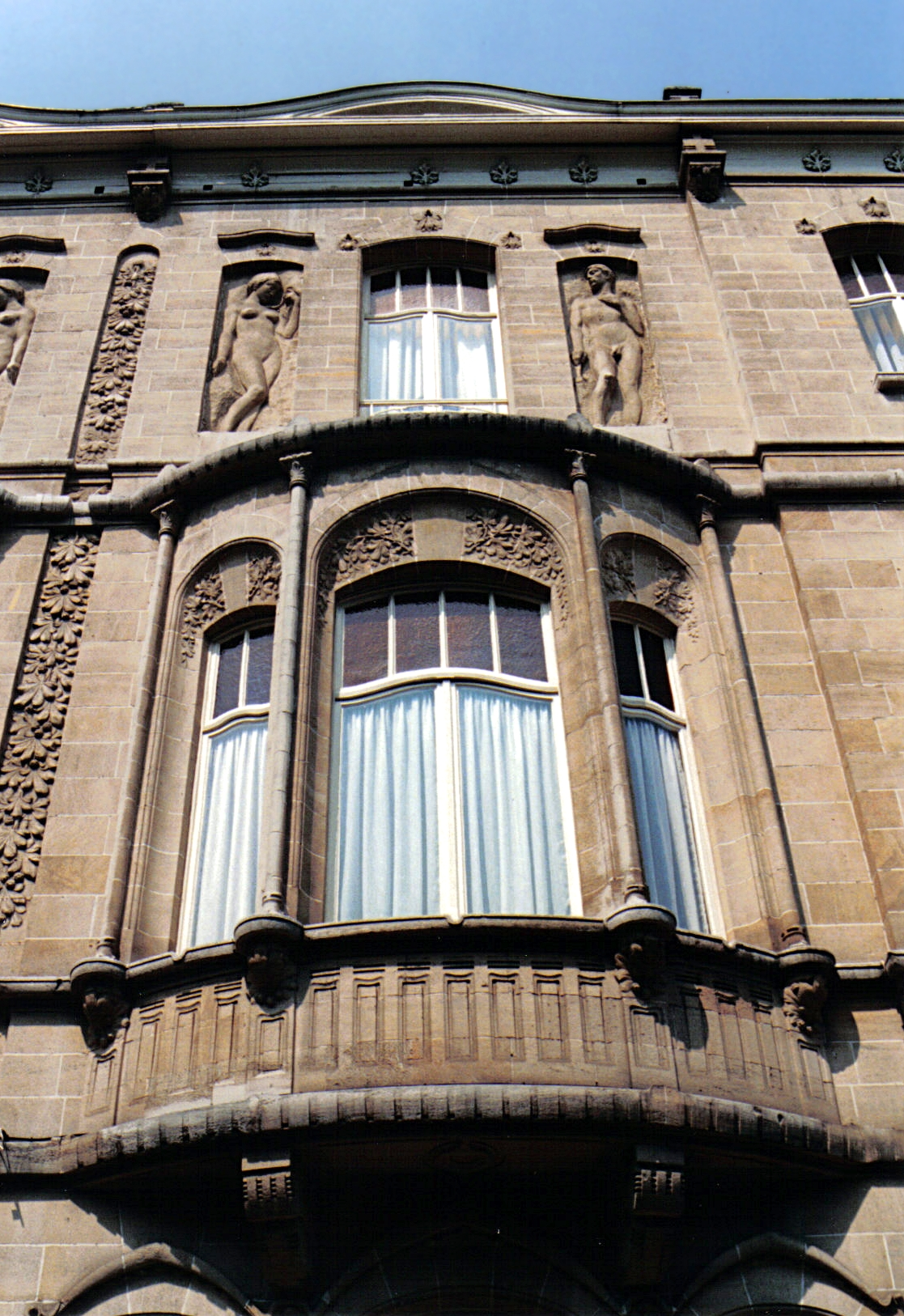
Fenêtres arquées (style Art nouveau) au n° 583-585 boulevard De Smet de Nayer à Bruxelles.
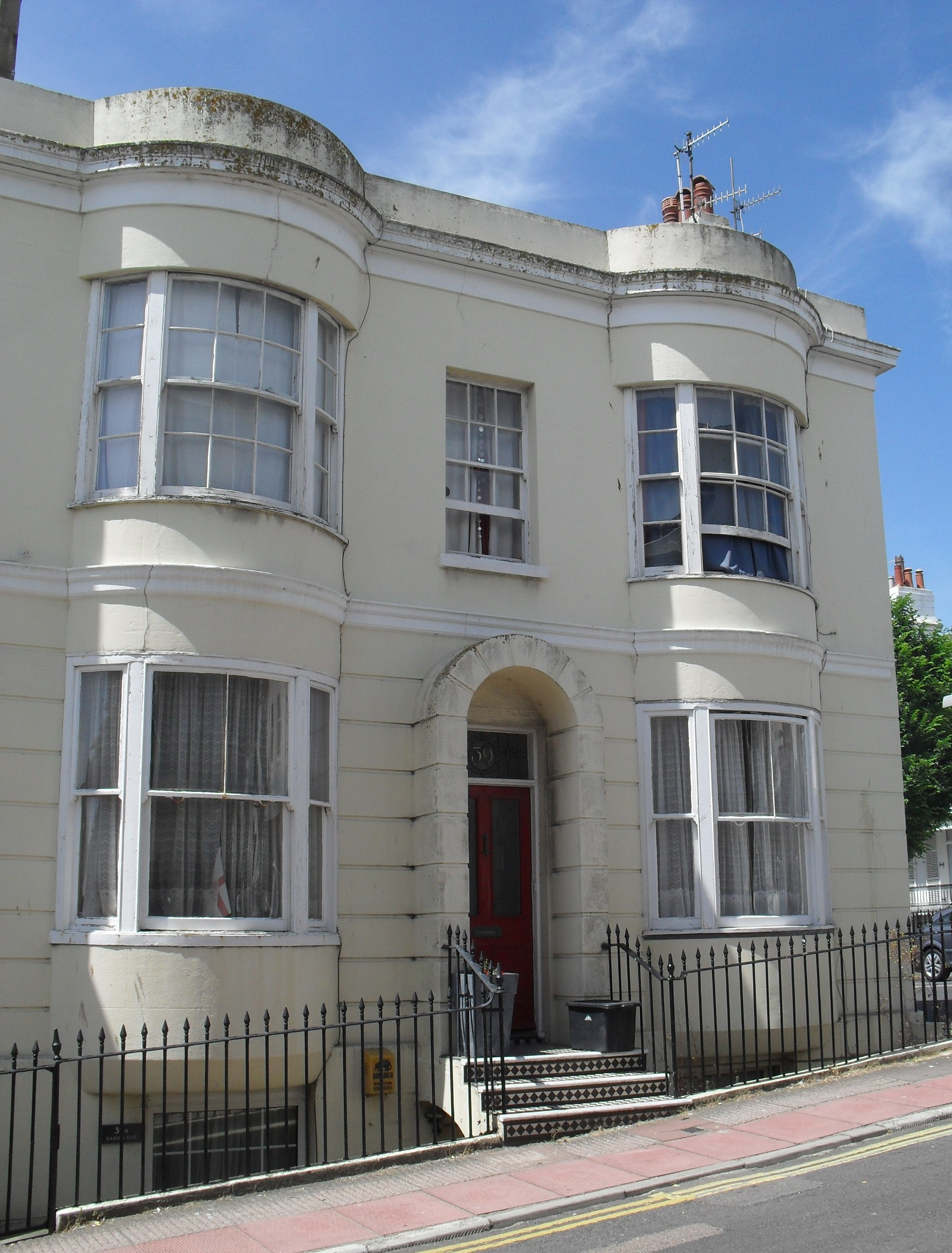
Fenêtre arquée à Brighton, en Angleterre.
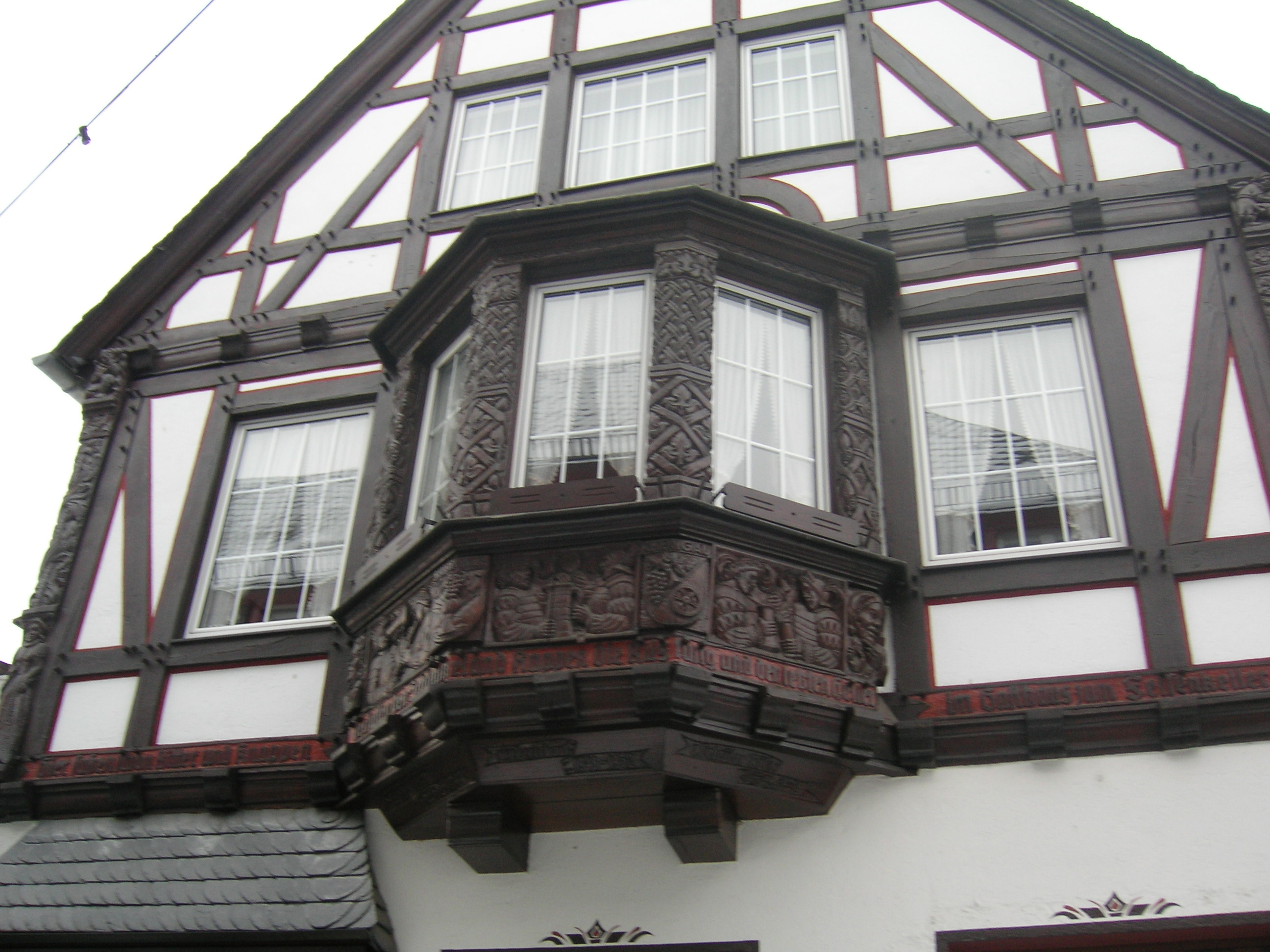
Oriel dans la Drosselgasse, rue ancienne de Rüdesheim en Allemagne.
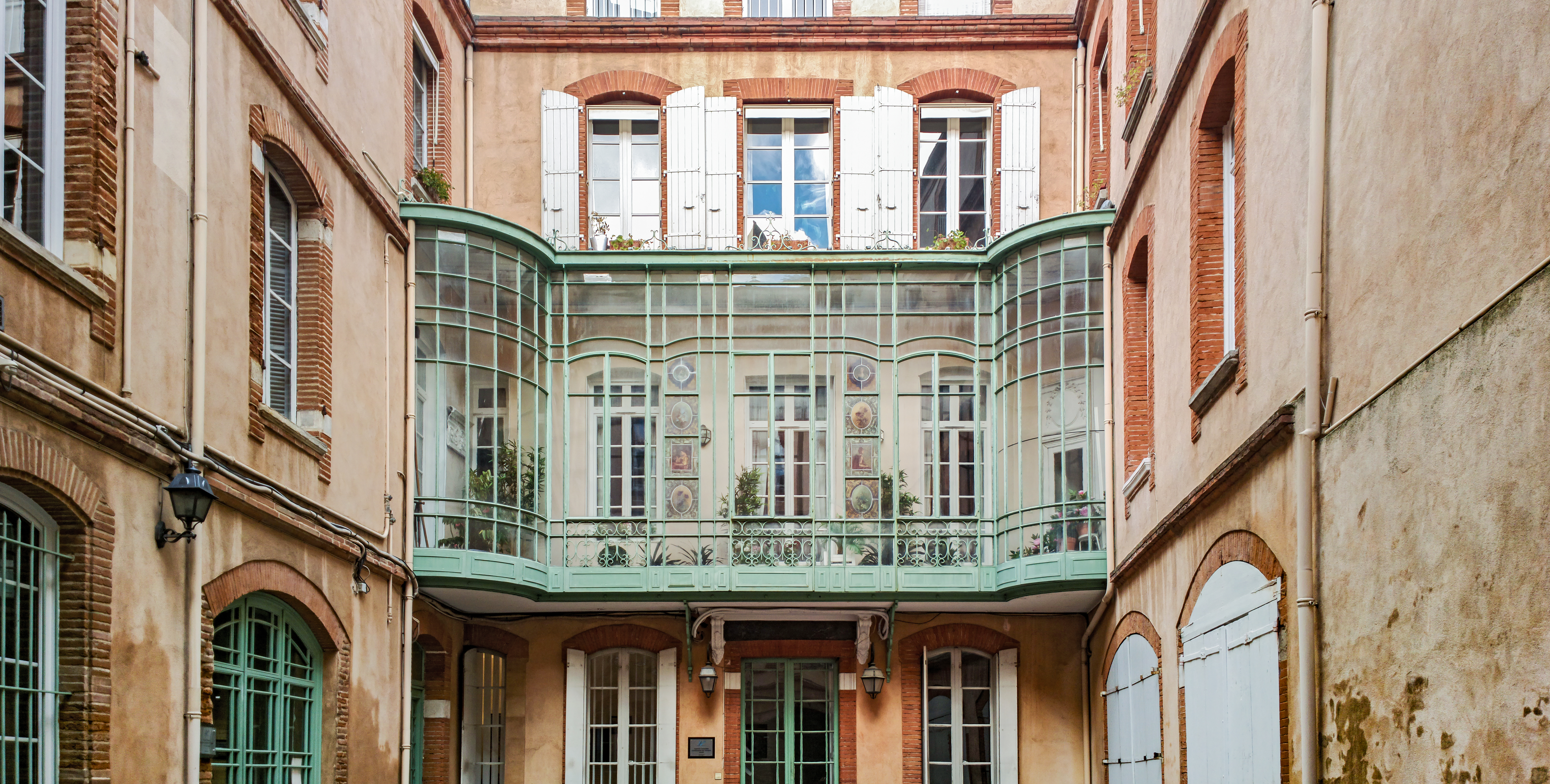
Oriel Art déco, rue Antonin-Mercié (Toulouse).
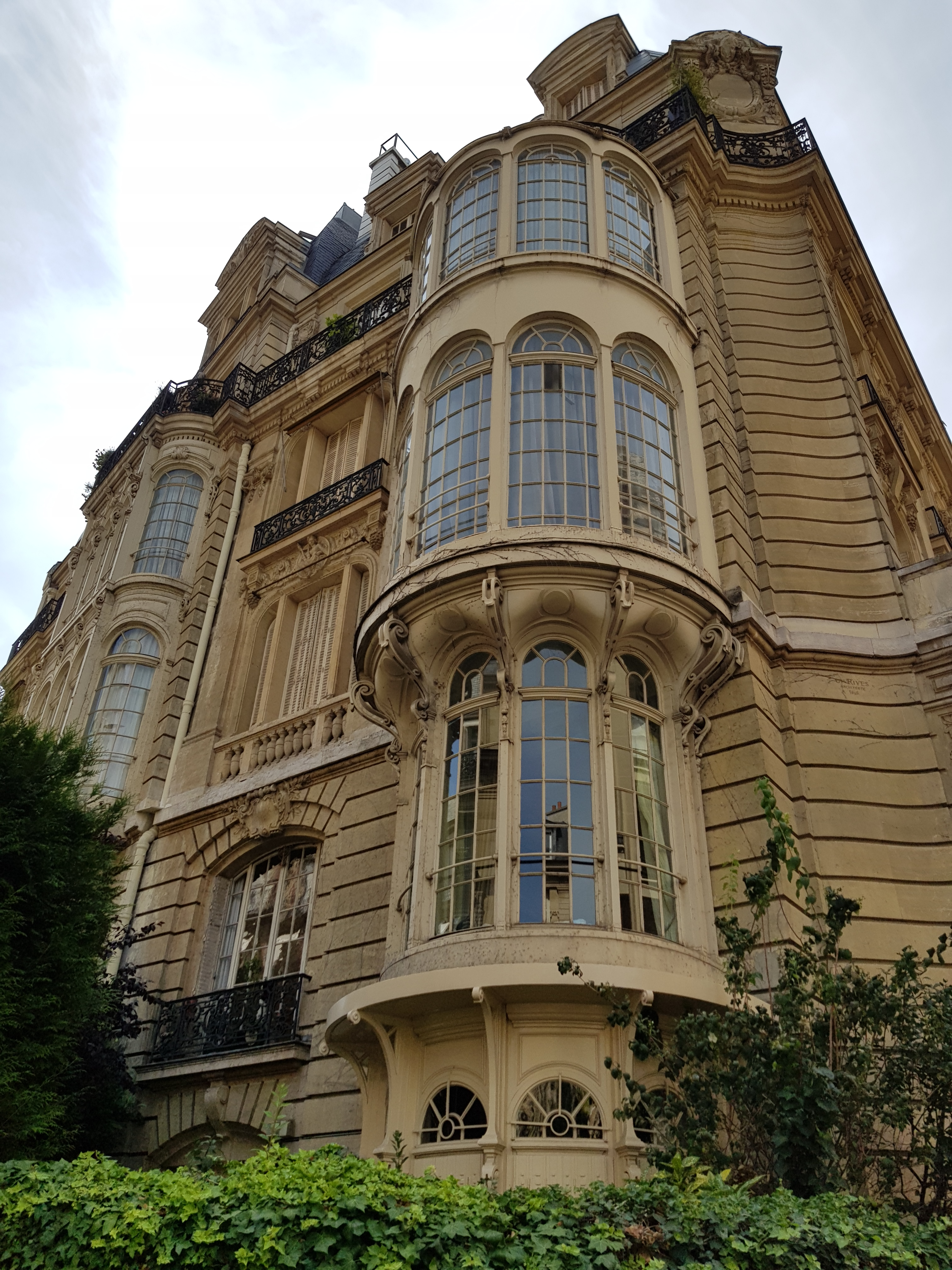
No 7, rue Rembrandt, Paris : immeuble de 1899.
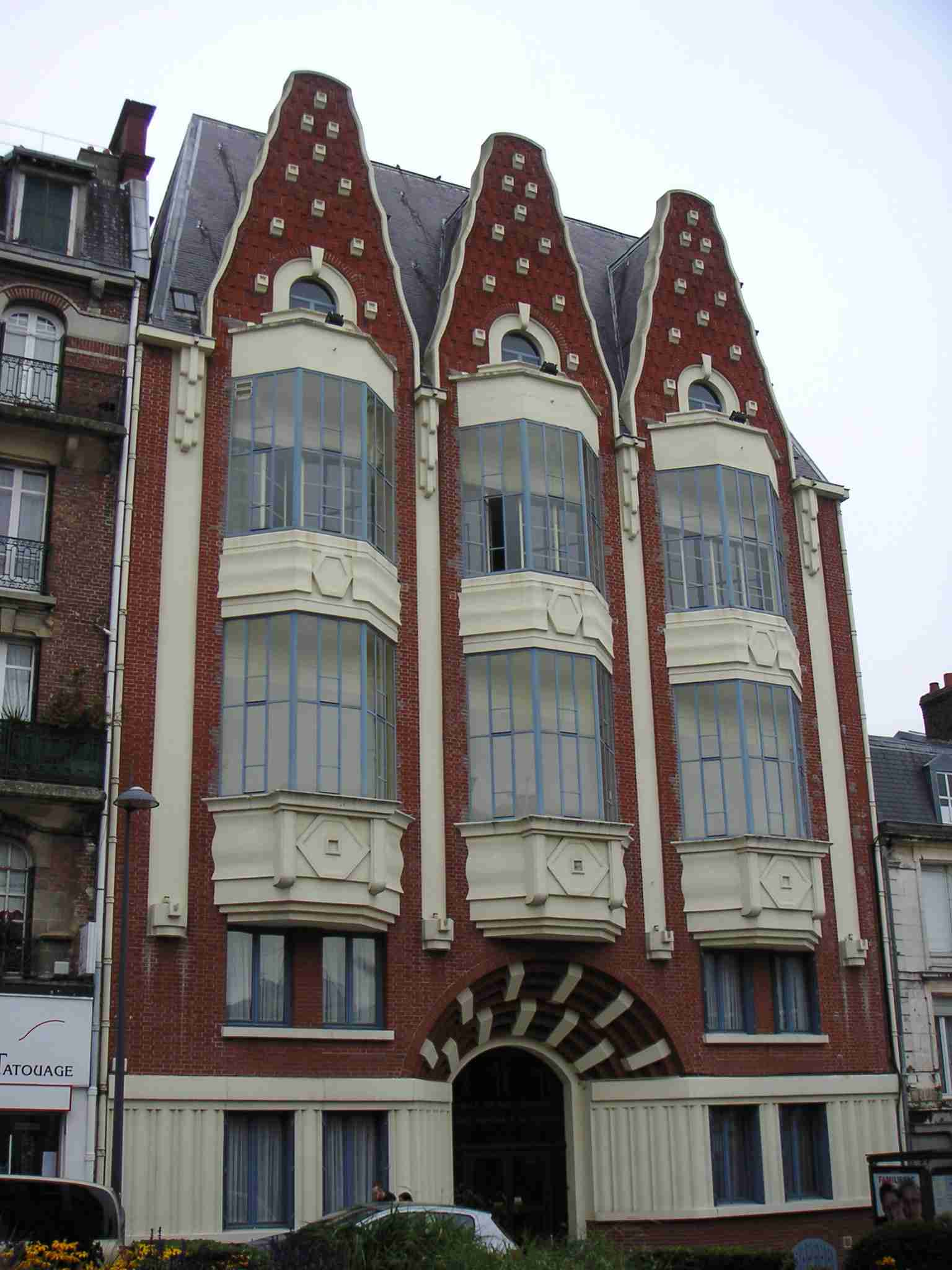
Oriels de l'école de musique de Saint-Quentin (Aisne).
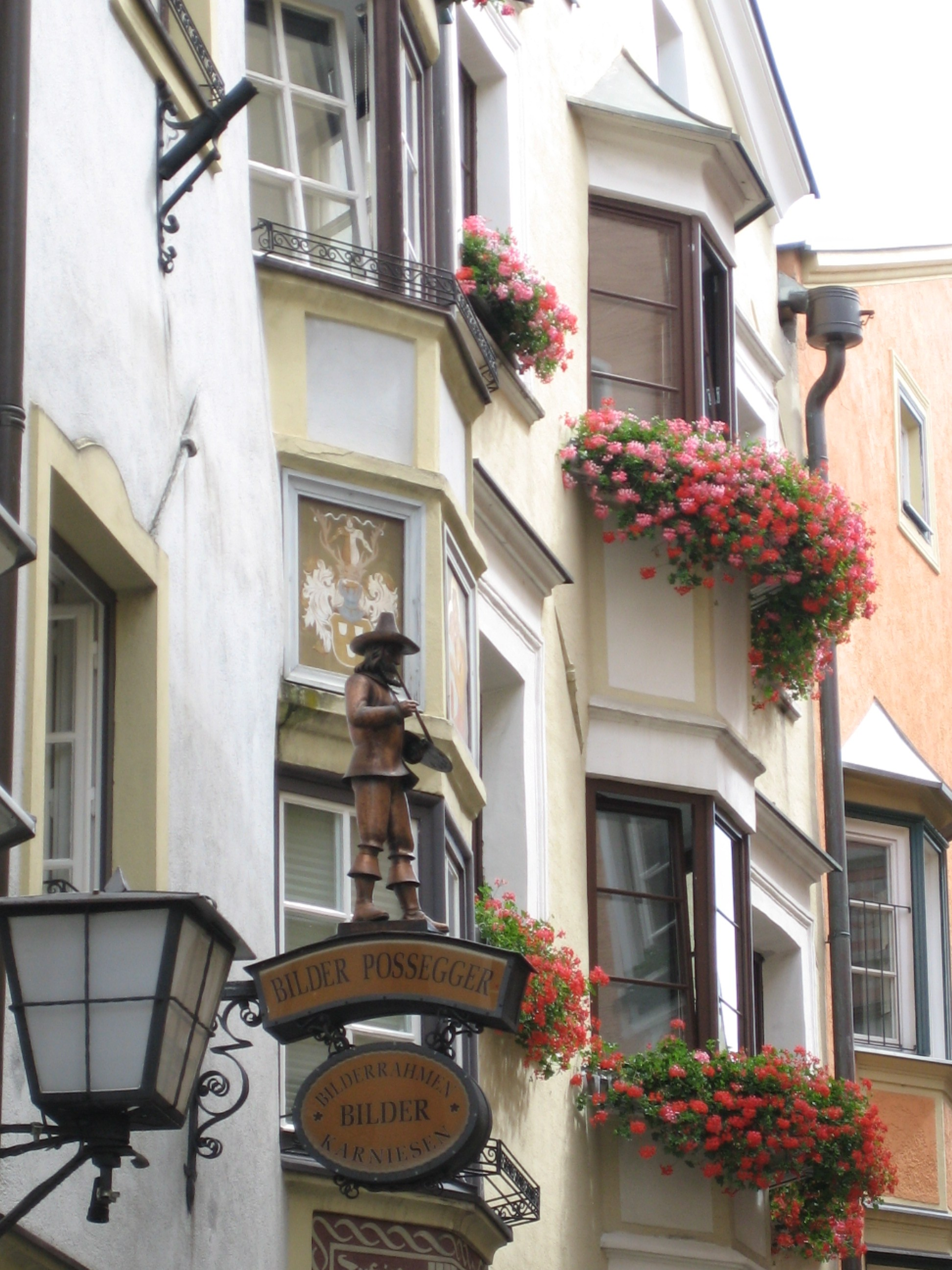
Hall en Tyrol, Autriche.
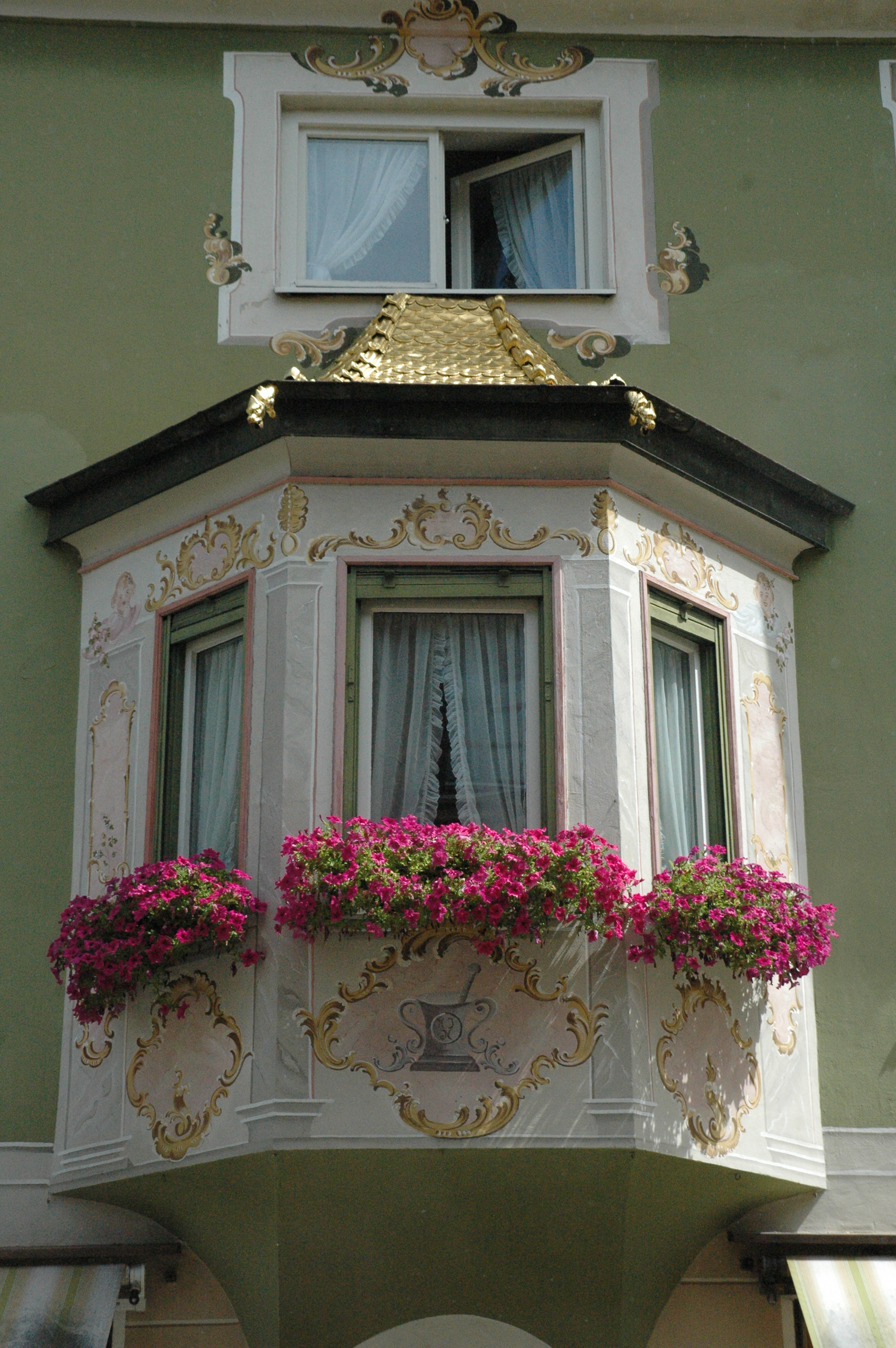
Ludwigstraße, Garmisch-Partenkirchen, Bavière.
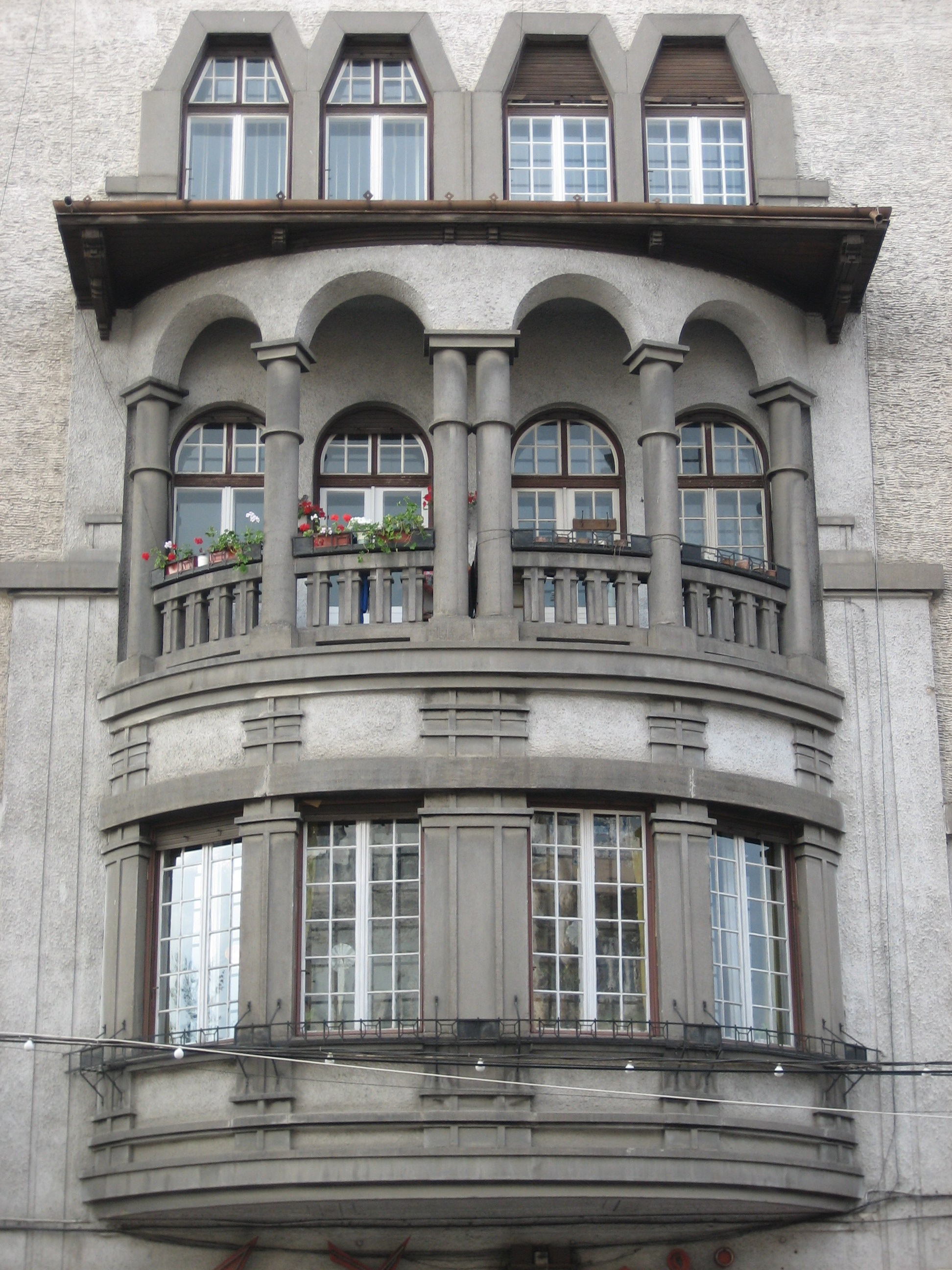
Cluj-Napoca, Transylvanie, Roumanie.

Les oriels de style Art déco à trois faces, que l'on peut voir sur la façade de l'école de musique de Saint-Quentin, dans l'Aisne, sont les exemples de la reconstruction qui a suivi la Première Guerre mondiale[réf. souhaitée].

### Fenêtre rideau
La fenêtre rideau est une avancée, pas nécessairement au niveau du sol, ou alors avec un niveau de sol différent (plus haut) que celui de la pièce qu'il agrandit. Ce type d'oriel est assez rare[réf. souhaitée].

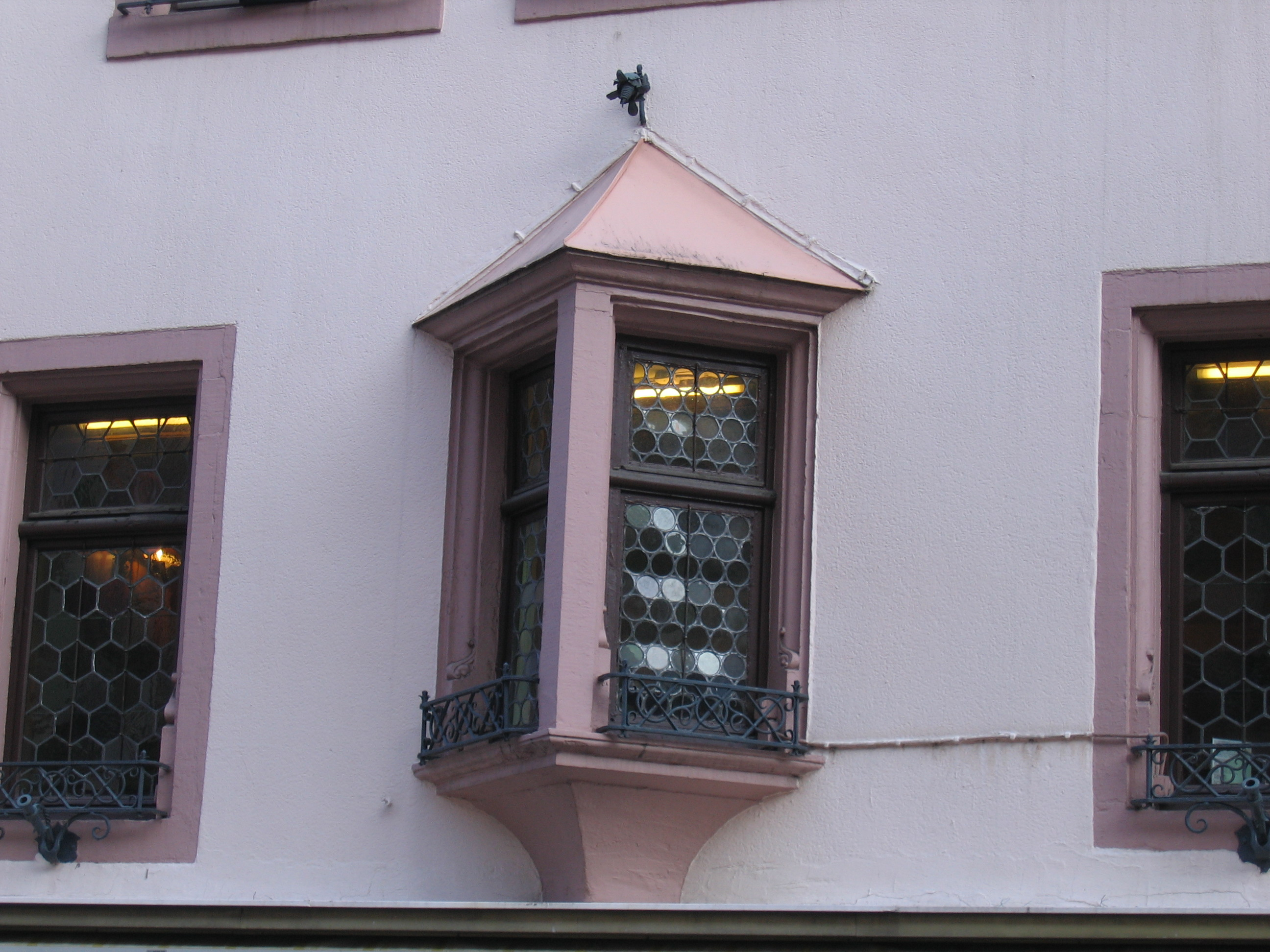
Exemple d'« oriel-window », ou « oriel vrai », sur un immeuble ancien du centre-ville de Strasbourg, en Alsace (Erker en allemand).
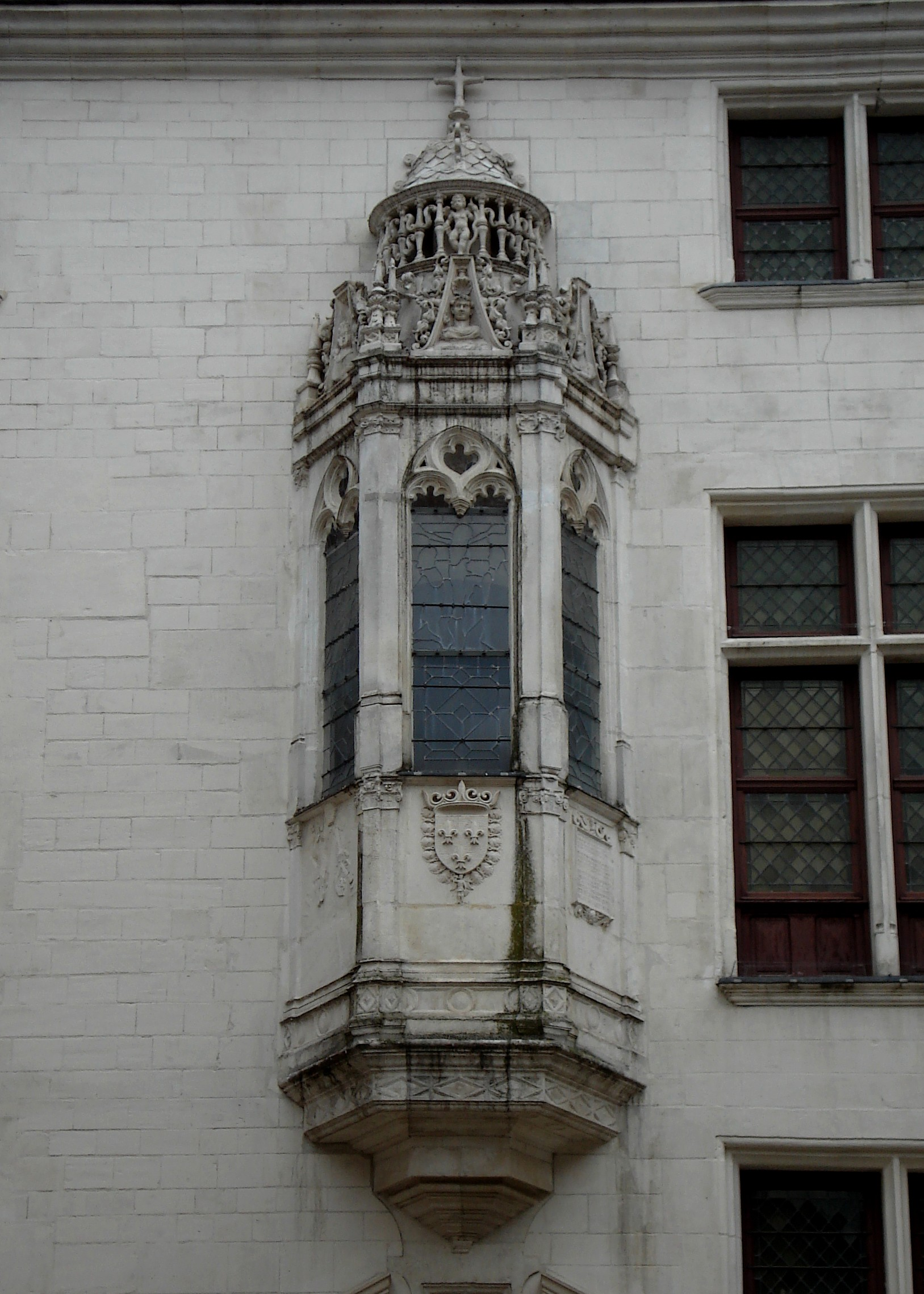
Oriel Renaissance (1524), hôtel Juvénal des Ursins, à Troyes
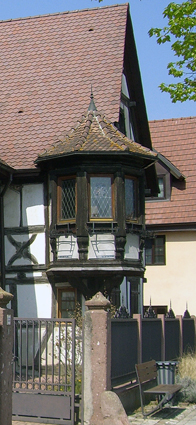
Oriel à six faces à Ottmarsheim, en Alsace.
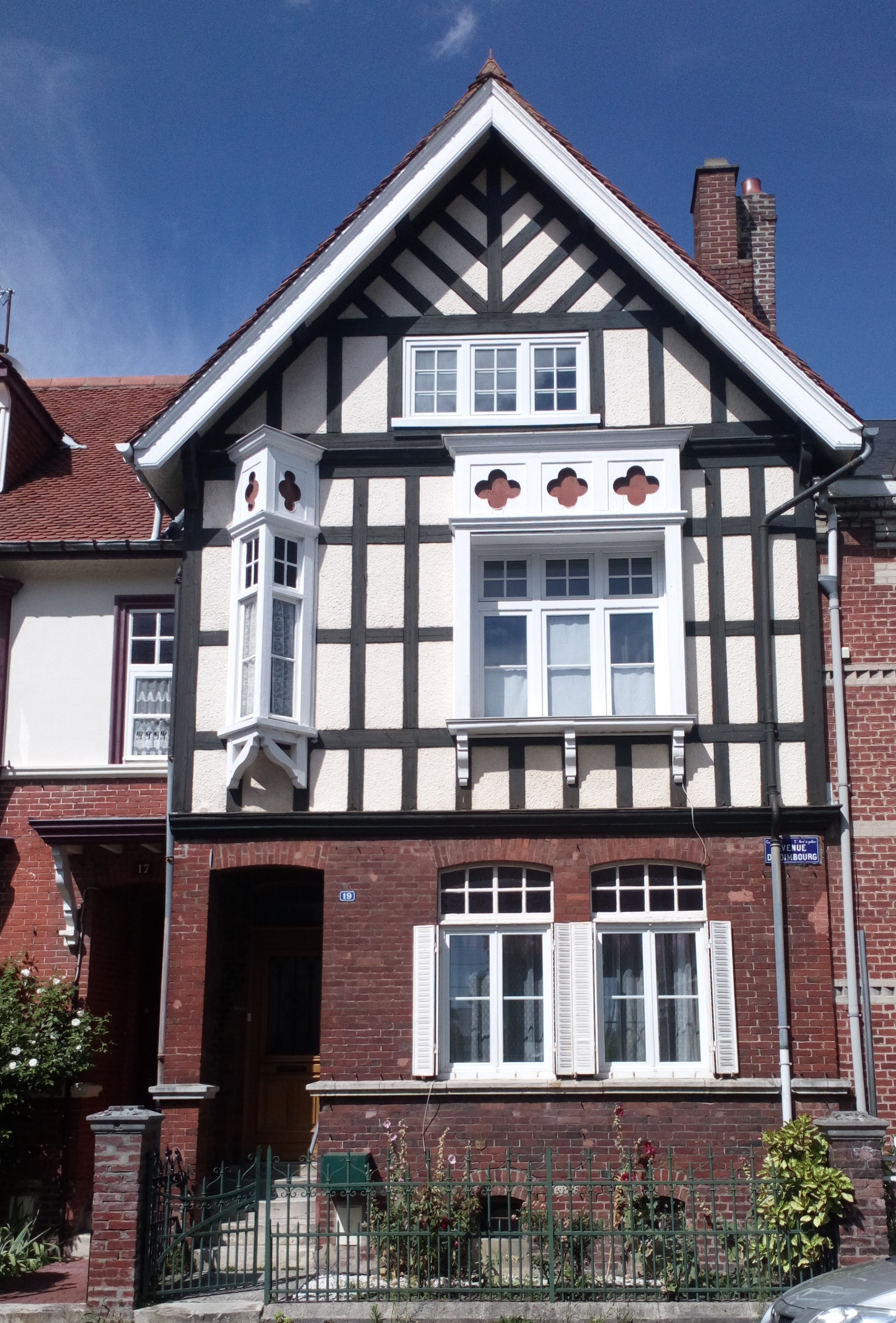
Amiens, maison avec oriel, avenue d'Édimbourg.
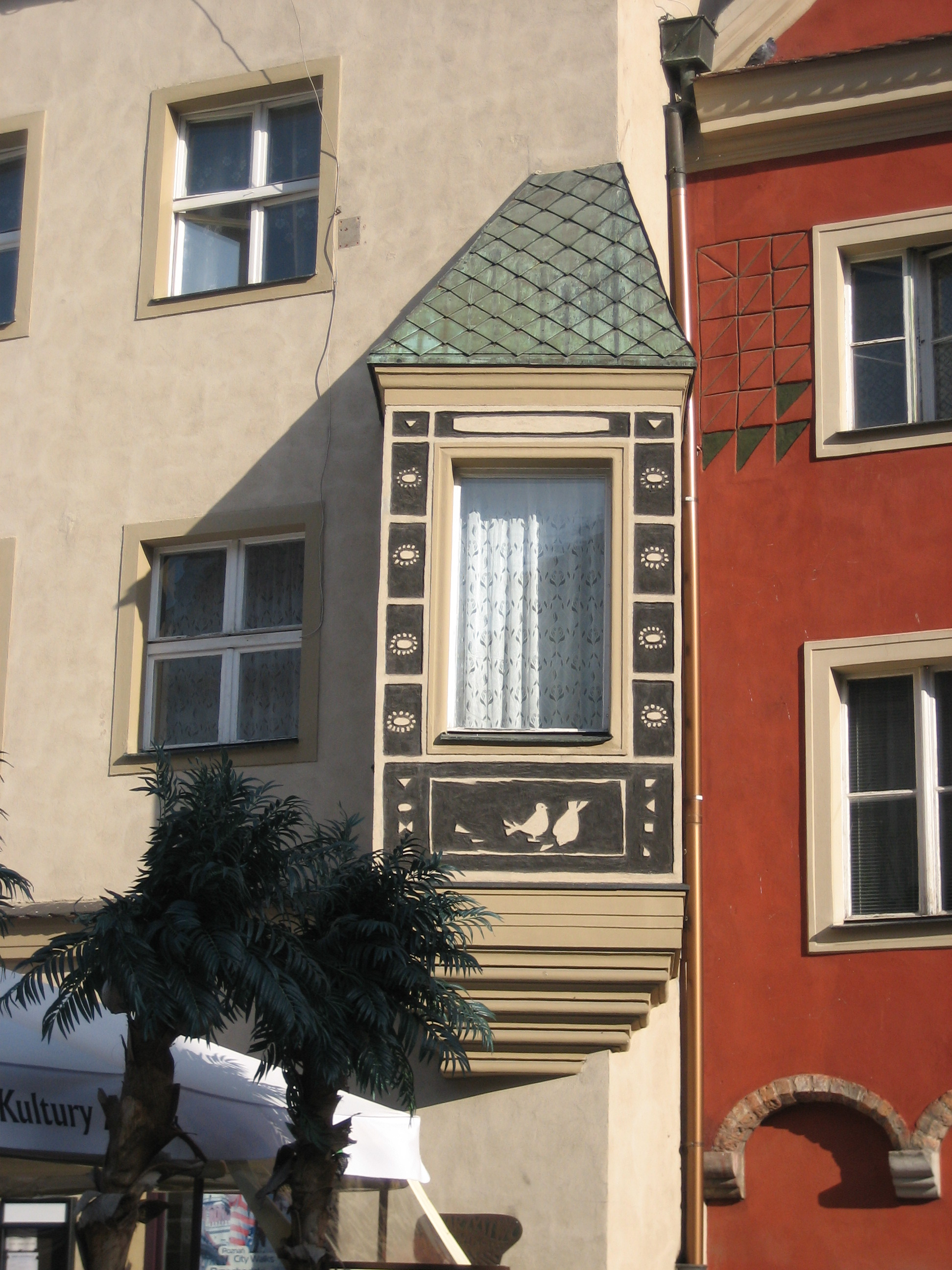
Oriel à Poznań, Pologne.